# Montes Harbinger
Montes Harbinger és un grup aïllat de muntanyes lunars a l'extrem occidental de la conca de la Mare Imbrium.
Estan situats al nord-est del cràter inundat Prinz, les muntanyes es componen de quatre crestes primàries a més de diversos pujols petits, formant cadascun una petita elevació envoltat pel mar lunar. El grup és centrat en les coordenades selenogràfiques 27.0 ° N, 41.0 ° W, dins d'un diàmetre de 90 km. La formació és anomenada així perquè els cims serveixen com els precursors de l'albada en el cràter Aristarchus, localitzat al sud-oest.